# Lough Gara
Der 12,57 km²  große Lough Gara (irisch Loch Uí Ghadhra) liegt südwestlich der Curlew Mountains, mehrheitlich im County Sligo und zu einem kleinen Teil im County Roscommon in Irland. Ballaghaderreen liegt südwestlich und Boyle nordöstlich. Die erste urkundliche Erwähnung erfolgte 1285.
Lough Gara hieß früher Loch Techet, aber die O’Garas, die etwa ab dem 13. Jahrhundert den Coolavin-Distrikt besaßen, benannten den See um.
Wasser wird dem See durch den Lung und den Breedoge River zugeführt. Der Ablauf vom Hauptsee in den Lower Lough Gara erfolgt im Norden bei Cuppanagh, durch einen Kanal von etwa 1,5 km Länge. Von hier an wird der Fluss Lough Gara als Boyle River bezeichnet, der an Boyle vorbei in den Lough Key und weiter in den Shannon fließt.
Der Hauptsee hat eine Reihe von Inseln und wird mit einem Landstreifen und der Clooncunny Bridge in zwei Abschnitte geteilt.
Viele der Inseln im Lough Gara sind Crannógs (künstlichen Inseln). Die Archäologin Christina Fredengran, die einige der Crannógs ausgegraben hat, weist darauf hin, dass manche vor über 5000 Jahren erbaut wurden.
Fredengrens fand im Lough Gara über eine 40 m lange Fläche aus weißem Mergel entlang der Nordostküste von Inch Island Pfähle, Balken und Reisig. Das Holz bildete Gruppen im Abstand von 3,0 bis 4,0 m. Eines der Hölzer ergab ein Radiokarbondatum von 4230–3970 v. Chr., was auf das Endmesolithikum weist.